# ’Allo ’Allo! (seria 2)
Premierowa emisja drugiej serii serialu ’Allo ’Allo! miała miejsce od 21 października do 25 listopada 1985 roku, natomiast świąteczny odcinek specjalny pokazany został 26 grudnia tego samego roku na kanale BBC One. Scenarzystami byli Jeremy Lloyd i David Croft. Ten ostatni był także reżyserem wszystkich odcinków drugiej serii.

## Obsada
- Gorden Kaye jako René Artois
- Carmen Silvera jako Madame Edith
- Vicki Michelle jako Yvette
- Francesca Gonshaw jako Maria
- Richard Marner jako pułkownik von Strohm
- Sam Kelly jako kapitan Geering
- Guy Siner jako porucznik Gruber
- Kim Hartman jako Helga
- Richard Gibson jako Herr Flick
- John Louis Mansi jako von Smallhausen
- Hilary Minster jako generał von Klinkerhoffen
- Rose Hill jako Madame Fanny
- Jack Haig jako Roger LeClerc
- Kirsten Cooke jako Michelle
- Kenneth Connor jako Monsieur Alfonse
- John D. Collins jako Fairfax
- Nicholas Frankau jako Carstairs

## Odcinki
| Numeracja      | Oryginalny tytuł            | Premiera w TV        |
| -------------- | --------------------------- | -------------------- |
| 2x01           | Six Big Boobies             | 21 października 1985 |
| 2x02           | The Wooing of Widow Artois  | 28 października 1985 |
| 2x03           | The Policeman Cometh        | 4 listopada 1985     |
| 2x04           | Swiftly and with Style      | 11 listopada 1985    |
| 2x05           | The Duel                    | 18 listopada 1985    |
| 2x06           | Herr Flick's Revenge        | 25 listopada 1985    |
| Odc. specjalny | The Gateau from the Chateau | 26 grudnia 1985      |

### Odcinek 1
Może się wydawać, że życie René już zaczyna wracać do normy. Jednak gdy angielscy lotnicy wracają do kawiarni, tym razem w przebraniu zakonnic, właściciel Café René znów ma niemały problem do zgryzienia. Edith znajduje testament spisany przez swojego męża, który rzekomo został rozstrzelany przez Niemców, po czym zaczyna szukać w miasteczku kandydatów na nowego partnera. Herr Flick wzywa do swojej kwatery porucznika Grubera.

### Odcinek 2
René, żeby nie stracić swojej kawiarni, decyduje się powtórnie ożenić z Edith. Musi się jednak bardzo starać, bo ta ma coraz to większą ilość adoratorów. Herr Flick dostaje rozkaz wysłania do Führera obrazu Upadłej Madonny z wielkim cycem, jednak oryginał chce zostawić dla siebie. Chrapkę na to dzieło sztuki ma również pułkownik von Strohm, który wymyśla własny plan odzyskania obrazu.

### Odcinek 3
Próba wysłania lotników do Anglii już po raz kolejny kończy się totalną klęską, więc ci znów wracają do kawiarni. Dowództwo brytyjskie nie poddaje się jednak i ma już nowy pomysł na odesłanie Fairfaksa i Carstairsa do swojego kraju. W planie tym uczestniczy przysłany przez nich do Nouvion oficer Crabtree, który swoją fatalną znajomością języka francuskiego doprowadza mieszkańców Café René omalże do białej gorączki. Próba wysadzenia pociągu w powietrze kończy się fiaskiem.

### Odcinek 4
Porucznik Gruber decyduje się poinformować Herr Flicka o tym, że ktoś skradł jego mały samochód pancerny. Do akcji serialu włącza się Monsieur Alfonse, właściciel zakładu pogrzebowego, jak się okazuje – kolejny adorator Madame Edith. Nowy plan wysłania lotników do Anglii balonem musi poczekać na realizację. Monsieur Leclerc w celu załatania dziury potrzebuje damskiej bielizny, którą kradnie miejscowym damom.

### Odcinek 5
Madame Edith decyduje się ostatecznie poślubić René. Ta decyzja jest zniewagą dla Monsieur Alfonse’a, który decyduje się wyzwać właściciela kawiarni na pojedynek. Pułkownik von Strohm po usłyszeniu tej informacji zarządza manewry wojskowe na miejscu walki. Okazuje się, że w kiełbasie, która jechała do Hitlera, wcale nie ma obrazu „Upadłej Madonny z wielkim cycem”. Gestapo aresztuje pułkownika i kapitana Geeringa.

### Odcinek 6
René musi ukrywać się przed Monsieur Alfonsem, ponieważ uciekł z pojedynku. W tym samym czasie pułkownik i kapitan znajdują się w gestapowskim lochu. Herr Flick chce rozwiązać sprawę obrazu Van Klompa, dlatego też wzywa do siebie Helgę oraz René. Balon, którym angielscy lotnicy mają wrócić do kraju, jest już gotowy.

### Świąteczny odcinek specjalny
Fairfax i Carstairs zostają wysłani balonem do Anglii. Herr Flick i von Klinkerhoffen zjawiają się w biurze pułkownika, gdzie rozmawiają o działalności Ruchu Oporu. Niemcy chcą uczcić urodziny cesarza w chateau, jednak dowiadują się, że Ruch Oporu planuje zamach, więc przenoszą uroczystość do Cafe René. Zarówno oni, jak i Herr Flick planują zabić von Klinkerhoffena, który wciąż utrudnia im działalność. Przez pomyłkę to Otto zostaje raniony zatrutą strzałą, jednak Helga ratuje go podając mu antidotum. Artois natomiast udaremnia wysadzenie generała w powietrze.